# Ґлух
Ґлух (пол. Głuch, нім. Glauch) — село в Польщі, у гміні Вельбарк Щиценського повіту Вармінсько-Мазурського воєводства.
Населення — 93 особи (2011).

## Демографія
Демографічна структура станом на 31 березня 2011 року:
|          | Загалом | Допрацездатний вік | Працездатний вік | Постпрацездатний вік |
| -------- | ------- | ------------------ | ---------------- | -------------------- |
| Чоловіки | 47      | 14                 | 26               | 7                    |
| Жінки    | 46      | 9                  | 27               | 10                   |
| Разом    | 93      | 23                 | 53               | 17                   |